# Kvívík
Kvívík (en danés: Kvivig) es una localidad y municipio de las Islas Feroe. En 2011 el municipio tiene una población estimada de 585 personas.
El pueblo de Kvívík tiene 379 habitantes y se ubica en una pequeña bahía de la costa occidental de Streymoy. Está dividido en dos por el río Stórá.

## Historia

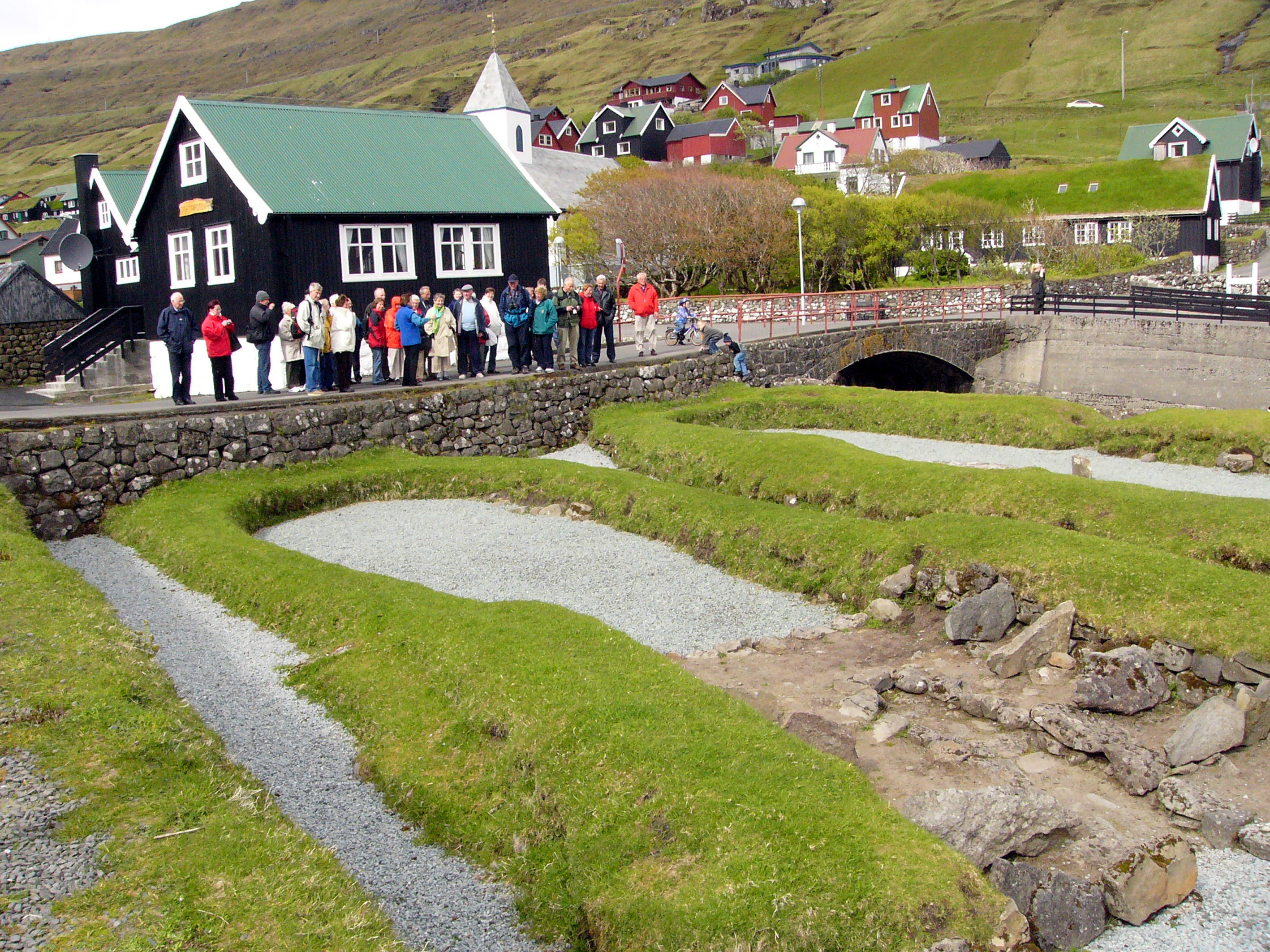
Restos arqueológicos en Kvívk.

No se sabe con seguridad la fecha de fundación de Kvívík, pero parece ser anterior a 1200. El descubrimiento de restos de viviendas de los siglos XI y XII -posiblemente construidos por monjes irlandeses- refuerza esa posibilidad e indica que Kvívík es uno de los asentamientos más antiguos de las Islas Feroe.
Actualmente, los edificios más antiguos del pueblo datan del siglo XVIII.
En Kvívík hay una iglesia y una casa pastoral. La primera iglesia fue construida a mitad del siglo XIX, y la actual en 1903. La casa pastoral también es del siglo XIX.

## Sociedad
En el pueblo de Kvívík hay una escuela primaria, fundada en 1907, que acoge a estudiantes de Kvívík, Stykkið y Skælingur. El pueblo de Leynar -el segundo más grande del municipio- tiene su propia escuela, mientras que los estudiantes de Válur acuden a clases a Vestmanna. Los niños del municipio estudian la secundaria en Vestmanna.
En Kvívík hay una casa comunitaria, que hace las funciones de oficina de correos y de caja de ahorros. La mayoría de los habitantes trabajan fuera del municipio. Muchos hombres trabajan a bordo de barcos de otras poblaciones feroesas, y varios trabajan en Tórshavn. En Kvívík hay dos talleres de artesanías, y también hay cierta agricultura.

## Demografía
El pueblo de Kvívik es la capital del municipio y tiene una población estimada de 379 habitantes en el año 2011. Ha experimentado una pequeña reducción en los últimos 5 años. En 2007 llegó a tener 397 habitantes. En términos netos, sin embargo, la población ha aumentado escasamente en los últimos 26 años: en 1985 la localidad contaba con 324 pobladores.
El 35% de la población del municipio vive fuera de la sede administrativa, en 4 pequeños poblados.
| Localidad | Hab. |
| --------- | ---- |
| Kvívík    | 379  |
| Leynar    | 110  |
| Skælingur | 13   |
| Stykkið   | 37   |
| Válur     | 46   |
| TOTAL     | 585  |

## Política
El municipio de Kvívik se creó en 1913 como una separación del municipio de Vestmanna. Tras las elecciones de 2008 el alcalde es Dánjal Petur Múller, candidato independiente que sustituyó a Boje Christensen.